# Precinct de Cache (comté de Johnson, Illinois)
Le precinct de Cache est un precinct électoral du comté de Johnson dans l'Illinois, aux États-Unis. En 2010, ce precinct comptait une population de 245 habitants.

## Source de la traduction
- (es) Cet article est partiellement ou en totalité issu de l’article de Wikipédia en espagnol intitulé « Distrito electoral de Cache (condado de Johnson, Illinois) » (voir la liste des auteurs).